# Membri della Justice Society of America
Questo è l'elenco dei membri della Justice Society of America, gruppo di personaggi immaginari dei fumetti pubblicati negli Stati Uniti d'America dalla DC Comics.
Sono elencati in funzione della prima partecipazione alla squadra. Nei casi in cui le vicende di un personaggio abbiano subito interventi di retcon, sono elencate esclusivamente le apparizioni effettive di valore storico. Sono compresi solo i membri ufficiali, sono esclusi quelli ufficiosi, di riserva e gli onorari. I personaggi in grassetto sono i membri attivi della Justice Society of America.

## All-Star Comics/Membri della Golden Age
| Personaggio                                         | Vero Nome            | Adesione              | Note |
| --------------------------------------------------- | -------------------- | --------------------- | --- |
| Flash                                               | Jay Garrick          | All Star Comics n. 3  | Membro fondatore. Attivo nella JSA. |
| Lanterna Verde                                      | Alan Scott           | All Star Comics n. 3  | Membro fondatore. Attivo nella JSA. |
| Hawkman                                             | Carter Hall          | All Star Comics n. 3  | Membro Fondatore. Attivo. |
| Sandman                                             | Weasley Dodds        | All Star Comics n. 3  | Membro Fondatore. Deceduto in JSA Secret Files n. 1. |
| Spettro                                             | Jim Corrigan         | All Star Comics n. 3  | Membro Fondatore. Corrigan morì in Spectre vol. 3 n. 62. Lo Spettro è tuttora attivo nel suo ospite, Crispus Allen.                                                                                  |
| Dottor Fate                                         | Kent Nelson          | All Star Comics n. 3  | Membro Fondatore. Deceduto in Book of Fate n. 1. |
| Hourman                                             | Rex Tyler            | All Star Comics n. 3  | Membro Fondatore. Ritirato dalla carriera supereroistica. Fornisce supporto tecnico per la JSA All-Stars.                                                                                            |
| Atomo                                               | Al Pratt             | All Star Comics n. 3  | Membro Fondatore. Deceduto in Ora zero n. 3. |
| Johnny Thunder and Thunderbolt / Johnny Thunderbolt | John L. Thunder e Yz | All Star Comics n. 6  | Attivo nella JSA su base part-time e come doppia entità ("Johnny Thunderbolt") sotto il comando di Jakeem Thunder.                                                                                   |
| Superman (versione di Terra-Due)                    | Clark Kent/Kal-L     | All Star Comics n. 7  | Membro fondatore per DC Special n. 29. Cancellato dalla retcon dopo Crisi sulle Terre infinite. Le imprese Pre-Crisi furono rinarrate in The Kingdom n. 2. Deceduto in Crisi infinita n. 7.          |
| Batman (versione di Terra-2)                        | Bruce Wayne          | All Star Comics n. 7  | Membro fondatore per DC Special n. 29. Deceduto in Adventure Comics n. 462. Cancellato dalla ret-con dopo Crisi sulle Terre Infinite. Le imprese Pre-Crisis furono rinarrate in JSA Classified n. 4. |
| Doctor Mid-Nite                                     | Charles McNider      | All Star Comics n. 8  | Deceduto in Ora Zero n. 2. |
| Starman                                             | Ted Knight           | All Star Comics n. 8  | Deceduto in Starman n. 72. |
| Wonder Woman (versione di Terra-2)                  | Diana                | All Star Comics n. 12 | Cancellata dalla ret-con dopo Crisi sulle Terre Infinite. Le imprese Pre-Crisis furono rinarrate in JSA Classified n. 4. Scomparve in Crisi Infinita n. 5.                                           |
| Mister Terrific                                     | Terry Sloane         | All Star Comics n. 24 | Deceduto in Justice League of America n. 171. |
| Wildcat                                             | Ted Grant            | All Star Comics n. 24 | Attivo nella JSA. |
| Black Canary                                        | Dinah Drake          | All Star Comics n. 41 | Deceduta in Secret Origins vol. 2 n. 50. |

## Ospiti inJustice League of America/ Aggiunte nella Silver Age
| Personaggio                            | Vero Nome          | Adesione                                                                                 | Note |
| -------------------------------------- | ------------------ | ---------------------------------------------------------------------------------------- | --- |
| Robin di Terra-2 (versione di Terra-2) | Dick Grayson       | Justice League of America n. 55 (attivo anche in "Super Squad" da All-Star Comics n. 58) | Deceduto in Crisi sulle Terre infinite n. 12. Cancellato dalla ret-con dopo Crisi sulle Terre Infinite. Le imprese Pre-Crisisfurono rinarrate in JSA Classified n. 4. |
| Red Tornado                            | John Smith/Ulthoon | Justice League of America n. 65                                                          | Inattivo; il corpo androide fu distrutto come visto in Justice League of America (Vol. 2) n. 41                                                                       |

## Ritorno aAll-Star Comics/Aggiunte nella Bronze Age
| Personaggio                        | Vero Nome                | Adesione                                                      | Note |
| ---------------------------------- | ------------------------ | ------------------------------------------------------------- | --- |
| Star-Spangled Kid                  | Sylvester Pemberton, Jr. | All-Star Comics n. 64 (già attivo in "Super Squad" dal n. 58) | Deceduto in Infinity, Inc. vol. 1 n. 51 |
| Power Girl (versione di Terra-due) | Karen Starr/Kara Zor-L   | All-Star Comics n. 64 (già attiva in "Super Squad" dal n. 58) | Attiva come co-leader della squadra JSA All-Stars. |
| Cacciatrice (versione di Terra-2)  | Helena Wayne             | All-Star Comics n. 72                                         | Deceduta in Crisi sulle Terre infinite n. 12. Cancellata dalla ret-con dopo Crisi sulle Terre Infinite. Le imprese Pre-Crisis furono rinarrate in JSA Classified n. 4. |

## Aggiunte post-Crisi sulle Terre Infinite
| Personaggio  | Vero Nome        | Adesione                               | Note |
| ------------ | ---------------- | -------------------------------------- | --- |
| Miss America | Joan Dale        | Young All-Stars Annual n. 1            | Integrata nella continuity retroattivamente nella versione della Golden Age; non è chiaro se la sua ret-con è ancora valida dopo il reinserimento di Hippolyta nella versione della Golden Age (vedi sotto). Attiva nei Combattenti per la Libertà come Miss Cosmos. |
| Hawkgirl     | Shiera Sanders   | Justice Society of America vol. 2 n. 1 | Ci si riferisce a lei come membro in Last Days Of the Justice Society. Connessa retroattivamente nella JSA in una storia ancora da raccontare Deceduta in Hawkman vol. 3 n. 13. Resuscitata in Blackest Night n. 8.                                                  |
| Wonder Woman | Regina Hippolyta | Wonder Woman vol. 2 n. 133             | Connessa retroattivamente nella versione della Golden Age in Wonder Woman vol. 2 n. 133 Deceduta in Wonder Woman vol. 2 n. 172. Resuscitata in Wonder Woman vol. 3 n. 8.                                                                                             |

## Aggiunte inJSA
| Personaggio                  | Vero Nome           | Adesione              | Note |
| ---------------------------- | ------------------- | --------------------- | --- |
| Starman                      | Jack Knight         | JSA n. 2              | Ritirato dalla carriera supereroistica.                                                                                             |
| Sand / Sandman               | Sanderson Hawkins   | JSA n. 2              | Ci si riferisce a lui come membro in Last Days Of the Justice Society. Attivo nella JSA All-Stars come visto in JSA All-Stars n. 4. |
| Black Canary                 | Dinah Lance         | JSA n. 2              | Riconoscimento retroattivo come un individuo distinto da sua madre, Dinah Drake, in Justice League of America n. 220. Attiva.       |
| Hourman                      | Matthew Tyler       | JSA n. 2              | Defunto in JSA n. 66. |
| Atom Smasher                 | Albert Rothstein    | JSA n. 2              | Attivo nella JSA. Membro part time.                                                                                                 |
| Dottor Fate                  | Hector Hall         | JSA n. 4              | Entrò nel Sogno con sua moglie Lyta Trevor Hall e suo figlio Daniel (alias Daniel Hall) in JSA n. 80. Il corpo fisico è deceduto.   |
| Hawkgirl                     | Kendra Saunders     | JSA n. 4              | Deceduta in Blackest Night n. 1. |
| Star-Spangled Kid / Stargirl | Courtney Whitmore   | JSA n. 4              | Attiva nella JSA All-Stars. |
| Mister Terrific              | Michael Holt        | JSA n. 11             | Attivo nella JSA. Attivo come Re Bianco di Checkmate.                                                                               |
| Dottor Mid-Nite              | Pieter Cross        | JSA n. 11             | Attivo nella JSA. |
| Jakeem Thunder               | Jakeem Williams     | JSA Secret Files n. 2 | Attivo nella JSA. Membro part time.                                                                                                 |
| Black Adam                   | Teth-Adam/Theo Adam | JSA n. 29             | Membro in prova; espulso in JSA n. 45. Inattivo; depotenziato e tramutato in pietra in Justice Society of America vol. 3 n. 25.     |
| Capitan Marvel               | Billy Batson        | JSA n. 37             | Inattivo; depotenziato in Justice Society of America vol. 3 n. 23.                                                                  |
| Hourman                      | Rick Tyler          | JSA n. 37             | Attivo nella JSA All-Stars. |

## Aggiunte inJustice Society of Americavol. 3
| Personaggio                                               | Vero Nome         | Adesione                                               | Note                                                                                          |
| --------------------------------------------------------- | ----------------- | ------------------------------------------------------ | --------------------------------------------------------------------------------------------- |
| Obsidian                                                  | Todd Rice         | Tra JSA n. 87 e Justice Society of America vol. 3 n. 1 | Attivo nella JSA.                                                                             |
| Liberty Belle                                             | Jesse Chambers    | Tra JSA n. 87 e Justice Society of America vol. 3 n. 1 | Attiva nella JSA.                                                                             |
| Damage                                                    | Grant Emerson     | Justice Society of America vol. 3 n. 1                 | Deceduto in Blackest Night n. 4.                                                              |
| Starman                                                   | Thom Kallor       | Justice Society of America vol. 3 n. 1                 | Attivo nella Legione dei Supereroi.                                                           |
| Cyclone                                                   | Maxine Hunkel     | Justice Society of America vol. 3 n. 1                 | Attiva nella JSA All-Stars.                                                                   |
| Wildcat                                                   | Tom Bronson       | Justice Society of America vol. 3 n. 4                 | Attivo nella JSA All-Stars.                                                                   |
| Cittadino Acciaio                                         | Nate Heywood      | Justice Society of America vol. 3 n. 7                 | Attivo nella JSA All-Stars.                                                                   |
| Superman (versione di Terra-22, ambiente di Kingdom Come) | Clark Kent/Kal-El | Justice Society of America vol. 3 n. 10                | Attivo su Terra-22.                                                                           |
| Judomaster                                                | Sonia Sato        | Justice Society of America vol. 3 n. 11                | Attiva nella JSA All-Stars.                                                                   |
| Amazing-Man                                               | Markus Clay       | Justice Society of America vol. 3 n. 12                | Attivo. Lasciò la JSA per andare a New Orleans e considerò l'idea di formare una sua squadra. |
| Lightning                                                 | Jennifer Pierce   | Justice Society of America vol. 3 n. 12                | Attiva nella JSA.                                                                             |
| Lance / Magog                                             | David Reid        | Justice Society of America vol. 3 n. 12                | Attivo. Buttato fuori dalla JSA All-Stars in Justice Society of America Annual n. 2           |
| Mister America                                            | Jeffrey Graves    | Justice Society of America vol. 3 n. 13                | Attivo nella JSA.                                                                             |
| All-American Kid                                          | Billy Armstrong   | Justice Society of America vol. 3 n. 29                | Si rivelò essere Kid Karnevil.                                                                |
| King Chimera                                              |                   | Justice Society of America vol. 3 n. 29                | Attivo nella JSA All-Stars.                                                                   |
| Dottor Fate                                               | Kent V. Nelson    | Justice Society of America vol. 3 n. 30                | Attivo nella JSA.                                                                             |